# Romeo Castellucci

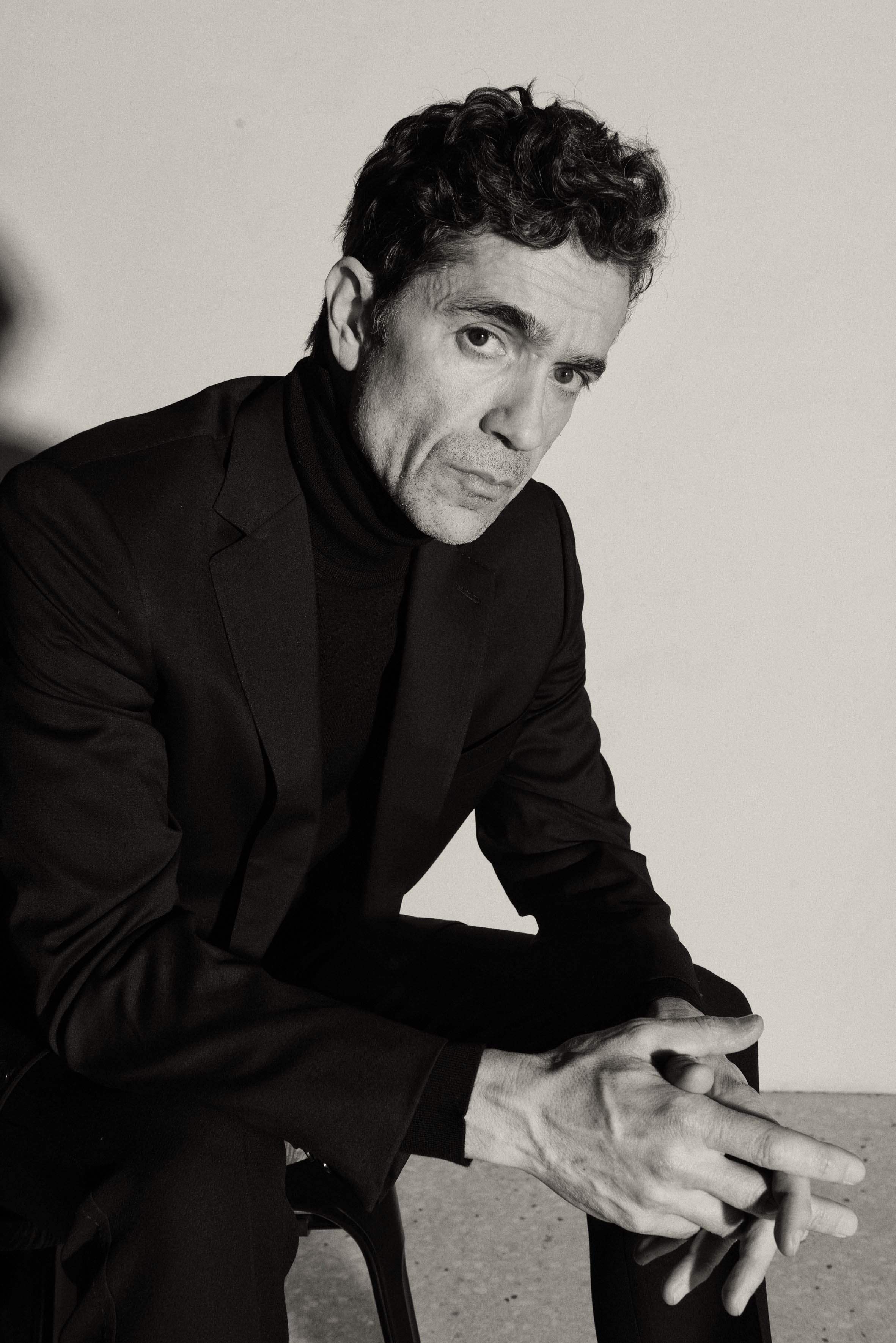
Romeo Castellucci - ph. Slava Filippov

Romeo Castellucci (Cesena, 4 agosto 1960) è un regista teatrale e scenografo italiano.

## Biografia
Diplomato in Pittura e Scenografia all'Accademia di Belle Arti di Bologna, nel 1981 insieme a Claudia Castellucci e a Chiara Guidi fonda la Socìetas Raffaello Sanzio. 
È conosciuto in tutto il mondo per aver dato vita a un teatro fondato sulla totalità delle arti e rivolto a una percezione integrale dell’opera. Il suo teatro propone una drammaturgia che ribalta il primato della letteratura, facendo del suo teatro una complessa forma d’arte; un teatro fatto di immagini straordinariamente ricche espresso in un linguaggio comprensibile come la musica, la scultura, la pittura o l’architettura. 
Nel 2005 Romeo Castellucci ha diretto la 37ª Edizione della Biennale di Venezia (Settore Teatro), intitolata “Pompei. Il romanzo delle cenere”. Questa Biennale ha cercato di fare emergere un teatro sotterraneo, nascosto sotto la cenere, a favore di un’arte essenzialmente plastica. 
Tra le opere più monumentali della Socìetas Raffaello Sanzio,  la Tragedia Endogonidia, un ciclo formato da undici Episodi che prendono il nome da altrettante città europee. Una gigantesca ricapitolazione del tragico vissuta e patita nell’attualità e sotto la pressione del futuro.
Dopo questa impresa artistica intensamente partecipata, la Socìetas Raffaello Sanzio conosce una tripartizione del proprio lavoro che risponde all’impulso di una maggiore individualità da parte dei tre artisti fondatori. Dal 2006 la compagnia si trasforma in Societas, la cui azione comune è basata sulla produzione distinta delle opere di ciascuno, sulla promozione di idee e azioni teatrali di altri artisti e su tutte le iniziative empiriche che vanno sotto il nome di Istituto di Ricerca di Arte Applicata Societas, apice delle molte esperienze didattiche che hanno come fulcro il Teatro Comandini di Cesena, sede della compagnia.
Da questo momento Romeo Castellucci lavora su progetti individuali consolidando le sue collaborazioni artistiche più rilevanti con il compositore americano Scott Gibbons e con la coreografa Cindy Van Acker.
Nel 2007 Romeo Castellucci è stato nominato “Artiste Associé” dalla Direzione del Festival d'Avignone (edizione 2008) insieme all'attrice francese Valérie Dréville. In questa oaccasione ha presentato la trilogia ispirata alla Divina Commedia di Dante Alighieri, Inferno, Purgatorio, Paradiso.
Il 2 agosto 2013 è insignito del Leone d'oro alla carriera dalla Biennale di Venezia (Settore Teatro) con questa motivazione: “Per la sua capacità di creare un nuovo linguaggio scenico in cui si mescolano il teatro, la musica e le arti plastiche. Per aver creato mondi in cui si arriva all'eccellenza della rappresentazione di stati onirici, che è forse la più bella affermazione che si può fare del fatto teatrale. Per aver fatto una rappresentazione scenica di una cosa impossibile da rappresentare come l'incubo.”
Il suo lavoro è tuttora regolarmente invitato e prodotto dai più prestigiosi teatri di prosa, teatri d’Opera e festival internazionali in oltre cinquanta paesi che coprono tutti i continenti. 
Per il triennio 2021-2024 è artista residente come "Grand Invité" di Triennale Milano.
In campo operistico, nel biennio 2023-2024 lavorerà Tetralogia del "Der Ring des Nibelungen" di Richard Wagner per La Monnaie di Brussels e il Teatro Liceu di Barcellona.

## Teatro
- Cenno (1980)
- Persia-Mondo 1 a 1 (1981)
- La discesa di Inanna (1989)
- Gilgamesh (1990)
- Amleto. La veemente esteriorità della morte di un mollusco (1992)
- Masoch. I trionfi del teatro come potenza passiva, colpa e sconfitta (1993)
- Hänsel e Gretel (1993).
- Lucifero. Quanto più una parola è vecchia tanto più va a fondo (1993)
- Orestea (una commedia organica?) (1995)
- Della stranezza i limiti ho imposto (1995)
- Buchettino (1995)
- Giulio Cesare (1997)
- Genesi. From the Museum of Sleep (1999)
- Voyage au bout de la nuit (6 luglio 1999)
- Il Combattimento (2000)
- La Tragedia Endogonidia (2002-2004) ciclo di 11 spettacoli
- Crescite dal ciclo della Tragedia Endogonidia (2002-2005)
- Hey Girl! (2006)
- Divina Commedia. Inferno. (2008)
- Divina Commedia. Purgatorio. (2008)
- Divina Commedia. Paradiso I. (2008)
- Sul concetto di volto nel Figlio di Dio (2010)
- Attore, il tuo nome non è esatto. (2011)
- The Four Seasons Restaurant. (2012)
- Folk.(2012)
- Hyperion. Briefe eines Terroristen. (2013)
- Schwanengesang D744. (2013)
- Giudizio. Possibilità. Essere. (2013)
- Neither (2014)
- Go Down, Moses (2014)
- Doctor Faustus (2015)
- Oedipus der Tyrann (2015)
- The Minister's Black Veil (2016)
- Democracy in America. (2017)
- La vita nuova. (2018)
- Il Terzo Reich (2020)
- Buster (2021)
- Pavane für Prometheus (2021)
- Bros (2021)

## Opere liriche
- Parsifal. Dramma sacro in tre atti. di Richard Wagner (2011)
- Orfeo ed Euridice di Christoph Willibald Gluck (2014)
- La Sagra della Primavera di Igor F. Stravinskij (2014)
- La Passione di Johann Sebastian Bach (2016)
- Moses und Aron di Arnold Schönberg (2016)[2]
- Tannhäuser di Richard Wagner (2017)
- Jeanne d'Arc au bûcher di Arthur Honegger (2017)
- Salomè di Richard Strauss (2018)[3]
- La zattera di Medusa di Hans Werner Henze (2018)
- Il Flauto Magico di Wolfgang Amadeus Mozart (2018)
- Cain, overo Il Primo Omicidio di Alessandro Scarlatti (2019)[4]
- Requiem di Wolfgang Amadeus Mozart (2019)[5]
- Don Giovanni di Wolfgang Amadeus Mozart (2021)
- Resurrezione di Gustav Mahler (2022)
- Il castello di Barbablù di Béla Bartók (2022)
- De Temporum Fine Comoedia  di Carl Orff (2022)
- Daphne di Richard Strauss (2023)

## Discografia
- Il Terzo Reich – coautore Scott Gibbons (2022, LP, Xong collection, Xing, Italia)

## Pubblicazioni
- Il teatro della Socìetas Raffaello Sanzio, Ubulibri, Milano, 1992.
- Epopea della polvere, Ubulibri, Milano, 2001.
- Les Pélerins de la matière, Les Solitaires Intempestifs, Besançon, 2001.
- Epitaph, Ubulibri, Milano, 2005.
- The Theatre of Socìetas Raffaello Sanzio, Routledge, Londra-New York, 2007.
- Itinera, Trajectoires de la forme, Tragedia Endogonidia, Arles, Actes Sud, 2008

## Riconoscimenti

### Premi
- Nel 1997 riceve il Premio Ubu come miglior spettacolo dell'anno per Giulio Cesare[6]
- Nel 2000 riceve il Premio Europa Realtà Teatrali, Taormina[7]
- Nel 2000 riceve il Premio Ubu come miglior spettacolo dell'anno per Genesi[8]
- Nel 2015 riceve il Premio Ubu alla miglior scenografia per lo spettacolo Go Down, Moses[9]
- Nel 2017 ottiene il titolo di miglior scenografo dalla rivista Opernwelt per Jeanne d'Arc au Bûcher
- Nel 2018 ottiene i titoli di miglior scenografo e miglior regia dalla rivista Opernwelt per Salomé; Salomé vince anche l'Opernwelt come miglio spettacolo dell'anno.
- Nel 2018 Jeanne d'Arc au Bûcher vince il titolo di Evento dell'anno durante la cerimonia Casta Diva Russian Opera Prize 2018
- Nel 2019 Jeanne d'Arc au Bûcher  vince la Russian – Golden mask award for best opera e Romeo Castellucci vince la Russian – Golden mask award for musical theatre/best designer[10]
- Nel 2022 Bros vince il Premio della critica delle arti sceniche (Premis de la Crítica de les Arts Escèniques)